# XIV з'їзд Комуністичної партії Молдавії
XIV з'їзд Комуністичної партії Молдавії — з'їзд Комуністичної партії Молдавії, що відбувся 30—31 січня 1976 року в місті Кишиневі.

## Порядок денний з'їзду
1. Звіт ЦК КПМ
2. Звіт Ревізійної Комісії КПМ
3. Вибори керівних органів КПМ.

## Керівні органи партії
Обрано 117 членів ЦК КПМ, 49 кандидатів у члени ЦК КПМ та 27 членів Ревізійної Комісії КПМ.

### Члени Центрального комітету КП Молдавії
- Абаліна А.А. —
- Акінфієв Василь Іванович — міністр промисловості будівельних матеріалів Молдавської РСР
- Андрущак Віктор Юхимович — завідувач відділу інформації і зарубіжних зв'язків ЦК КПМ
- Антосяк Георгій Федорович — заступник голови Президії Верховної Ради Молдовської РСР
- Аргірій Василь Дмитрович — 1-й секретар Дондюшанського райкому КПМ
- Арпентьєв Володимир Олександрович — міністр фінансів Молдавської РСР
- Атановський Леонід Миколайович — 1-й секретар Криулянського райкому КПМ
- Афтенюк Герман Трохимович — міністр меліорації і водного господарства Молдавської РСР
- Бахмач Віктор Миколайович — 1-й секретар Оргіївського райкому КПМ
- Бережний Іван Микитович — міністр сільського господарства Молдавської РСР
- Бодюл Іван Іванович — 1-й секретар ЦК КПМ
- Бондаренко Михайло Васильович — голова Республіканського об'єднання Ради Міністрів Молдавської РСР «Молдсільгосптехніка»
- Боцу Павло Петрович — 1-й секретар правління Спілки письменників Молдавської РСР
- Брадулов Микола Михайлович — міністр внутрішніх справ Молдавської РСР
- Вакулик Семен Федорович — 1-й секретар Григоріопольського райкому КПМ
- Вишку Василь Костянтинович — завідувач відділу пропаганди і агітації ЦК КПМ
- Волосюк Василь Михайлович — міністр юстиції Молдавської РСР
- Воронін Петро Васильович — голова Комітету народного контролю Молдавської РСР
- Гавлінський Костянтин Йосипович — 1-й секретар Чимішлійського райкому КПМ
- Глєбов Віталій Іванович — 1-й секретар Котовського райкому КПМ
- Гонца Іван Володимирович — оператор із виробництва свинини Сороцького районного виробничого об'єднання «Колгоспживпром»
- Графов Сергій Сергійович — голова Державного комітету Молдавської РСР у справах будівництва
- Гроссу Семен Кузьмович — секретар ЦК КПМ
- Гросул Яким Сергійович — президент Академії наук Молдавської РСР
- Гурдуза Катерина Павлівна — бригадир тютюнової бригади колгоспу Флорештського району
- Гуцу Іван Тимофійович — 1-й секретар ЦК ЛКСМ Молдавії
- Дигай Гліб Григорович — завідувач відділу організаційно-партійної роботи ЦК КПМ
- Д'єур Михайло Пилипович — завідувач відділу адміністративних органів ЦК КПМ
- Добинде Ігор Григорович — заступник голови Ради Міністрів Молдавської РСР
- Долгошей Гаврило Артемович — заступник голови Ради Міністрів Молдавської РСР
- Єремей Григорій Ісидорович — 1-й заступник голови Ради Міністрів Молдавської РСР
- Єремія Михайло Дмитрович — редактор газети «Молдова Сочіалісте»
- Житнюк Галина Михайлівна — міністр легкої промисловості Молдавської РСР
- Завтур Олександр Андрійович — завідувач відділу науки і навчальних закладів ЦК КПМ
- Загадайлов Федір Михайлович — голова Партійної комісії при ЦК КПМ
- Зазимко Анатолій Пилипович — 1-й секретар Бричанського райкому КПМ
- Зайченко Микола Михайлович — голова Ради колгоспів Молдавської РСР
- Збаразький Володимир Васильович — заступник голови Ради Міністрів Молдавської РСР
- Зіду Дмитро Георгійович — 1-й секретар Суворовського райкому КПМ
- Іващук Дмитро Іванович — голова Аграрно-промислового об'єднання Молдавської РСР із виробництва, заготівель, промислової переробки і збуту овочів і фруктів
- Ілляшенко Кирило Федорович — голова Президії Верховної Ради Молдовської РСР
- Іордан Марія Леонтіївна —
- Каленик Євген Петрович — завідувач відділу сільського господарства і харчової промисловості ЦК КПМ
- Калін Іван Петрович — секретар ЦК КПМ
- Каніковський Віктор Іванович — завідувач планово-фінансового відділу ЦК КПМ
- Карайон Омелян Мефодійович — 1-й секретар Каларашського райкому КПМ
- Карпов Борис Петрович — начальник Головного управління енергетики і електрифікації при РМ Молдавської РСР
- Качанов Юрій Володимирович — редактор газети «Советская Молдавия»
- Кердиваренко Василь Олександрович — міністр народної освіти Молдавської РСР
- Кишлар Олександр Степанович — 1-й секретар Теленештського райкому КПМ
- Кіріяк Неля Павлівна — завідувач відділу легкої промисловості, торгівлі і побутового обслуговування ЦК КПМ
- Константинов Антон Сидорович — міністр культури Молдавської РСР
- Корнован Дмитро Семенович — постійний представник Ради Міністрів Молдавської РСР при Раді Міністрів СРСР
- Костін Пантелеймон Дмитрович — 1-й секретар Лазовського райкому КПМ
- Крецул Дмитро Володимирович — бригадир будівельного управління № 28 Тираспольського будівельного тресту
- Кутиркін Владислав Георгійович — голова Державного комітету Молдавської РСР з цін
- Лазарєв Артем Маркович — академік-секретар Відділення суспільних наук Академії наук Молдавської РСР
- Лещинський Валентин Борисович — керуючий справами ЦК КПМ
- Лозан Степан Іванович — голова Державного комітету Молдавської РСР із телебачення і радіомовлення
- Лук'янов Микола Миколайович — голова Агропромислового об'єднання Молдавської РСР із виноградарства і виноробства
- Лучинський Петро Кирилович — 1-й секретар Кишинівського міськкому КПМ
- Марченко Максим Іванович — 1-й секретар Окницького райкому КПМ
- Мар'ясов Микола Парфентійович — 1-й секретар Чадир-Лунгського райкому КПМ
- Мельник Василь Степанович — 1-й секретар Новоаненського райкому КПМ
- Мельник Ганна Василівна — секретар Президії Верховної Ради Молдавської РСР
- Мельник Костянтин Олексійович — 1-й секретар Ніспоренського райкому КПМ
- Мереніщев Микола Володимирович — 2-й секретар ЦК КПМ
- Морар Валентин Іванович — 1-й секретар Флорештського райкому КПМ
- Морар Іван Профирович — бригадир модельників ливарного цеху Кишинівського тракторного заводу
- Негруца Віктор Борисович — заступник голови Ради Міністрів Молдавської РСР, голова Держплану Молдавської РСР
- Неживой Василь Семенович — 1-й секретар Каушанського райкому КПМ
- Нечаєнко Олександр Васильович — міністр місцевої промисловості Молдавської РСР
- Одобеску Віра Сергіївна — розкрійниця Кишинівської взуттєвої фабрики «Зоріле»
- Пармаклі Савелій Михайлович — начальник механізованого загону виробничого об'єднання «Агрокомплекс» Чадир-Лунгської районної ради колгоспів
- Пасіковський Олександр Гнатович — завідувач загального відділу ЦК КПМ
- Паскар Петро Андрійович — голова Ради Міністрів Молдавської РСР
- Петрик Павло Петрович — голова Молдавської республіканської ради профспілок
- Платон Михайло Сергійович — 1-й секретар Унгенського райкому КПМ
- Плешко Михайло Олександрович — завідувач відділу культури ЦК КПМ
- Подоляк Юрій Микитович — 1-й секретар Кагулського райкому КПМ
- Положенко Никанор Володимирович — міністр житлово-комунального господарства Молдавської РСР
- Проценко В'ячеслав Олександрович — 1-й секретар Слободзейського райкому КПМ
- Рагозін Аркадій Павлович — голова КДБ при РМ Молдавської РСР
- Рудь Герасим Якович — ректор Кишинівського сільськогосподарського інституту імені Фрунзе
- Руссу Василь Митрофанович — 1-й секретар Дрокіївського райкому КПМ
- Рябчич Віктор Андрійович — 1-й секретар Комратського райкому КПМ
- Савочко Борис Миколайович — 1-й заступник голови Держплану Молдавської РСР
- Салогор Микита Леонтійович —
- Семенов Владислав Федорович — 1-й секретар Бельцького міськкому КПМ
- Сидоренко Сергій Степанович — голова Державного комітету Молдавської РСР із професійно-технічної освіти
- Скуртул Максим Васильович — голова правління Молдавспоживспілки
- Соловйова Валентина Сергіївна — директор Тираспольської швейної фабрики імені 40-річчя ВЛКСМ
- Соломко Франц Михайлович — 1-й секретар Тираспольського міськкому КПМ
- Стеля В.Д. —
- Степанов Георгій Панасович — міністр заготівель Молдавської РСР
- Стешов Борис Олександрович — секретар ЦК КПМ
- Тарушкін Олексій Петрович — міністр будівництва Молдавської РСР
- Терентьєв Г.І. —
- Терехов Борис Павлович — міністр меблевої і деревообробної промисловості Молдавської РСР
- Терехов Степан Павлович — завідувач відділу будівництва і міського господарства ЦК КПМ
- Тікленко Дмитро Васильович — голова Котовського райвиконкому
- Тіунов Анатолій Іванович — міністр м'ясної і молочної промисловості Молдавської РСР
- Тузлов Михайло Іванович — 1-й секретар Сорокського райкому КПМ
- Узун Микола Іванович — голова Кишинівського міськвиконкому
- Урзіка Іван Кирилович — 1-й секретар Ришканського райкому КПМ
- Фірсова В.А. —
- Фомін Анатолій Дмитрович — генерал-майор
- Фомін Василь Михейович — міністр автомобільного транспорту Молдавської РСР
- Чебан Іван Іванович — прокурор Молдавської РСР
- Чекой Архип Ілліч — 1-й секретар Рибницького райкому КПМ
- Черней К.П. —
- Чокой Георгій Степанович — 1-й секретар Фалештського райкому КПМ
- Чолак Михайло Ісайович — міністр торгівлі Молдавської РСР
- Шелар Микола Никанорович — 1-й секретар Бендерського міськкому КПМ
- Шкорупеєв Іван Семенович — міністр харчової промисловості Молдавської РСР
- Шляхтич Макар Микитович — директор Молдавського інформаційного агентства (АТЕМ) при РМ Молдавської РСР
- Якубовський Петро Іванович — завідувач промислово-транспортного відділу ЦК КПМ

### Кандидати у члени Центрального комітету КП Молдавії
- Арнаут Ілля Ілліч — 1-й секретар Чадир-Лунгського райкому КПМ
- Беззуб Павло Єремійович — голова підприємства «Зернопром» виробничого об'єднання із рослинництва «Агрокомплекс»
- Бикова Ольга Василівна — міністр соціального забезпечення Молдавської РСР
- Болбат Іван Семенович — міністр будівництва і експлуатації автомобільних доріг Молдавської РСР
- Бурбуля Олександр Іванович — 1-й секретар Октябрського райкому КПМ міста Кишинева
- Бурилков Костянтин Панасович — заступник голови Ради колгоспів Молдавської РСР — голова республіканського виробничого об'єднання «Колгоспбуд»
- Валовський Анатолій Володимирович — 1-й секретар Дубосарського райкому КПМ
- Васалатій Григорій Іванович — голова Державного комітету лісового господарства РМ Молдавської РСР
- Голубицький Олександр Олександрович — головний редактор журналу «Коммунист Молдавии»
- Горша Григорій Іванович — 1-й заступник завідувача відділу організаційно-партійної роботи ЦК КПМ
- Даниленко Валентин Дмитрович — 2-й секретар Кишинівського міськкому КПМ
- Джесмеджіян Артем Аршакович — помічник 1-го секретаря ЦК КПМ
- Дору В.С. —
- Єрмолаєв Євген Васильович — начальник Молдавського республіканського управління цивільної авіації
- Жученко Олександр Олександрович — генеральний директор науково-виробничого об'єднання «Дністер»
- Занфіров Ф.В. —
- Козуб Костянтин Іванович — керуючий справами Ради Міністрів Молдавської РСР
- Корнієнко Валерій Степанович — 1-й секретар Страшенського райкому КПМ
- Кригануца Леон Миколайович —
- Куликов М.Є. —
- Куку В.Т. —
- Кушнір Лаврентій Семенович — 1-й секретар Резинського райкому КПМ
- Лавранчук Георгій Іванович — 1-й заступник голови Комітету державної безпеки (КДБ) Молдавської РСР
- Мазур Віктор Якович — голова Дондюшанського райвиконкому
- Маркоч М.М. —
- Мацнєв Олексій Іванович — заступник голови Комітету народного контролю Молдавської РСР
- Мельник Борис Юхимович — ректор Кишинівського державного університету імені Леніна
- Морар Естера Петрівна — бригадир овочівницької бригади радгоспу-заводу «Батьківщина» Каушанського промислового аграрно-збутового об'єднання «Молдплодовочпром»
- Мулик Андрій Васильович —
- Ніделку Дмитро Іванович —
- Петраш Валентин Миколайович — редактор газети «Вяца сатулуй»
- Поляков Микола Дмитрович — міністр сільського будівництва Молдавської РСР
- Репіда А.В. —
- Решетник Василь Данилович — голова Республіканського науково-виробничого об'єднання із виробництва продуктів тваринництва Ради колгоспів Молдавської РСР
- Руньковський Валеріан Васильович — голова Ришканської районної ради колгоспів
- Синьов Віктор Григорович — голова Тираспольського міськвиконкому
- Скутар Н.Ф. —
- Степаненко Іван Юхимович — генерал-майор
- Степанов Євген Вікторович — начальник Молдавського відділення Одесько-Кишинівської залізниці
- Устіян Іван Григорович — 1-й секретар Єдинецького райкому КПМ
- Хропотинський Василь Петрович — голова Державного комітету Молдавської РСР у справах видавництв, поліграфії і книжкової торгівлі
- Флентя П.С. —
- Фрунзе З.В. —
- Чеботар Дмитро Семенович — 1-й секретар Глодянського райкому КПМ
- Чижикова Г.А. —
- Шапа Петро Іванович — 1-й секретар Фрунзенського райкому КПМ
- Шершун Василь Ілліч — 1-й секретар Каменського райкому КПМ
- Шиманович Б.І. —
- Ярандіна Ольга Петрівна — паяльниця Бендерського заводу «Електроапаратура»

### Члени Ревізійної комісії КП Молдавії
- Анісімова Ірина Хомівна —
- Бантюк Петро Федорович —
- Баркар Олександр Андрійович — голова Державного комітету РМ Молдавської РСР з використання трудових ресурсів
- Бондарчук Микола Федорович — голова Бендерського міськвиконкому
- Бузе Семен Григорович — голова Дрокіївського райвиконкому
- Булат Іван Петрович — голова Чимішлійського райвиконкому
- Бургю Т.Я. —
- Векленко А.А. —
- Драганюк Кирило Олексійович — міністр охорони здоров'я Молдавської РСР
- Зінган Харлампій Якович — голова Верховного Суду Молдавської РСР
- Іорданов Іван Єфремович — голова Державного комітету РМ Молдавської РСР із кінематографії, голова Ревізійної Комісії
- Кіктенко Володимир Костянтинович — міністр побутового обслуговування населення Молдавської РСР
- Котяци Іван Олександрович — голова Державного комітету РМ Молдавської РСР з охорони природи
- Кулай А.К. —
- Кухарук Анатолій Сергійович — голова Бельцького міськвиконкому
- Лубенець Д.Є. —
- Мереуце І.І. —
- Попа В.А. —
- Попова Н.С. —
- Руссу Василь Петрович — міністр зв'язку Молдавської РСР
- Салтановська А.К. —
- Симонова М.П. —
- Ткаченко Р.Л. —
- Тхоров Микола Давидович — полковник прикордонних військ КДБ СРСР
- Цуркан Л.В. —
- Шишіяну А.Г. —
- Яценко І.С. —